# Javier Huerta
Javier Huerta Pastor (* 17. Januar 1997 auf Teneriffa) ist ein spanischer Beachvolleyballspieler. Er wurde 2023 Meister seines Heimatlandes.

## Karriere
Mit Hugo Rojas startete der auf der größten Kanarischen Insel geborene Sportler bei verschiedenen kontinentalen und Welttitelkämpfen der Jugend und der Junioren. Bestes Resultat war ein fünfter Rang bei der U22-Europameisterschaft 2017. Dieses Ergebnis konnte Huerta ein Jahr später mit seinem jüngeren Bruder Alejandro noch einmal verbessern. Die beiden standen im Finale in Jūrmala. Zuvor hatten sie bei drei Ein-Stern-Events der FIVB das Halbfinale erreicht, in Bangkok bei der Siegerehrung sogar auf der untersten Stufe des Treppchens gestanden. Bei der Studentenweltmeisterschaft in München waren sie Neunte von 32 Beachduos geworden. Eine Spielzeit später erkämpfte der ältere Bruder mit Óscar Jiménez den dritten Platz bei den Mittelmeer-Strandspielen. Nach einem Jahr Pause war Huerta 2021 mit verschiedenen Partnern aktiv. Teilweise erfolgreich war er erst wieder eine Saison danach mit Jiminez, als die Spanier Dritte beim Futures in Montpellier wurden und die Vorschlussrunde bei den FISU Championships in Maceió erreichten, wo sie im kleinen Finale in drei Sätzen gegen die Deutschen Just / Wüst verloren und so knapp eine Medaille verpassten.
Direkt im Anschluss entschieden sich die Brüder für eine erneute Zusammenarbeit. Ihnen gelangen Achtungserfolge bei den beiden Challengers in Dubai und dem gleichartigen Wettbewerb in Torquay mit dem jeweils geteilten neunten Rang. 2023 überstanden sie bei der Europameisterschaft die Vorrunde, wurden zum ersten Mal spanische Meister und gewannen vorher das Futures in Madrid. Wertvollste Ergebnisse 2025 waren bis einschließlich Juni der Sieg beim gleichwertigen Turnier in Valencia und der erste Platz in der Vorrunde des CEV Nations Cup in der spanischen Hauptstadt gemeinsam mit Antonio Saucedo und Álvaro  Viera, der ihrem Land die Teilnahme an der Endrunde dieses Events ermöglichte. Dieses Turnier in Espinho war voraussichtlich das letzte gemeinsame Turnier der Huerta-Brüder, bei dem sie Platz drei erreichten.